# Provinz Verbano-Cusio-Ossola
Die Provinz Verbano-Cusio-Ossola ist eine italienische Provinz in der Region Piemont mit 153.762 Einwohnern (Stand 31. Dezember 2023). Sie wurde 1992 aus der damaligen nördlichen Hälfte der Provinz Novara gebildet. Sie umfasst im Wesentlichen das Flussgebiet des Toce und das Westufer des Lago Maggiore. Verbano ist eine alternative Bezeichnung für den Lago Maggiore und die Gegend um Verbania, Cusio für den Ortasee und seine Gegend, während Ossola für das Val d’Ossola steht.

## Wappen
Beschreibung: Das Wappen ist geteilt. Oben in Rot ein senkrechter goldener Schlüssel mit dem Bart zur Teilungslinie und nach rechts zeigend zwischen zwei silbernen Dreibergen; unten drei  schrägrechte blau-weiße Wolkenschnittteilungen. Über den Schild schwebt die Bannerherrenkrone, in der rechts ein Eichenzweig und links ein Olivenzweig steckt und unter derselben mit einem Band in den italienischen Farben gebunden ist.

## Größte Gemeinden
(Stand: 31. Dezember 2023)
| Gemeinde           | Einwohner |
| ------------------ | --------- |
| Verbania           | 30.024    |
| Domodossola        | 17.723    |
| Omegna             | 14.256    |
| Gravellona Toce    | 07.566    |
| Villadossola       | 06.238    |
| Cannobio           | 05.043    |
| Baveno             | 04.604    |
| Stresa             | 04.650    |
| Crevoladossola     | 04.491    |
| Casale Corte Cerro | 03.350    |

## Kultur und Sehenswürdigkeiten
In Domodossola befindet sich der Sacro Monte di Domodossola, ein Teil der Sacri Monti. Die Sacri Monti im Piemont und in der Lombardei sind seit 2003 ein Bestandteil des UNESCO-Weltkulturerbes in Norditalien.